# Каширское шоссе
Каши́рское шоссе́ — шоссе в Москве, ответвляющееся от Варшавского шоссе на границе московских районов Нагатино-Садовники и Нагорный близ Нагатинской улицы и Хлебозаводского проезда. Направляясь на юго-восток, улица минует крупный строительный рынок «Каширский двор», станцию метро «Каширская», жилой район Москворечье-Сабурово, железнодорожную платформу Москворечье Курского направления Московской железной дороги, восьмиполосный мост через Борисовские пруды, жилые районы Орехово-Борисово Северное и Орехово-Борисово Южное, станцию метро «Домодедовская», и пересекается с МКАД неподалёку от посёлков Развилка и совхоза имени Ленина.
На всём протяжении Каширское шоссе имеет от двух до четырёх рядов в одну сторону и ограничение скоростного режима от 50 до 80 км/ч. По улице организовано движение автобусов и маршрутных такси.
Исторически трасса проходила по части нынешнего Шипиловского проезда (до станции метро «Орехово» из центра) и только после открытия Борисовских мостов в 1972 году и спрямления приобрела нынешний вид.
Далее в Московской области дорога, в народе неофициально называемая Старое Каширское шоссе, является дублёром автомагистрали М4 «Дон» / Р22 «Каспий». Дорога минует поворот на Развилку, посёлок совхоза имени Ленина, развязку с Домодедовским шоссе (на Аэропорт Домодедово), город Видное (поворот на Белокаменное шоссе), реку Пахра, город Домодедово (транзитный проезд для грузового транспорта через него запрещён), поворот на Аэропорт Домодедово в микрорайоне Востряково города Домодедово, и далее до города Каширы, неоднократно пересекаясь с магистралью М4.
По правилам дорожного движения эта дорога не является автомагистралью, разрешённый скоростной режим после выезда из Москвы: в населенных пунктах — 60 км/ч, вне их — 90 км/ч. На всём протяжении (кроме участков от МКАД до развязки с шоссе на аэропорт «Домодедово», от моста через Пахру до деревни Заборье) ширина дороги — 1 ряд в одну сторону и поделённая для обоих направлений полоса обгона.

## Происхождение названия
Название XIX века дано по старой Каширской дороге (в XVII веке — Коширская или Каширская дорога), которая вела в город Кашира на Оке.

## Примечательные здания и сооружения

### По нечётной стороне
- № 19, корпус 2 — крупный строительный рынок «Каширский Двор».
- № 21 — Клиника лечебного питания Научно-исследовательского института питания РАМН, Научно-производственный центр РАМН.
- № 23 — Всесоюзный научно-исследовательский онкологический центр АМН СССР (1972—1979, архитекторы И. Виноградский, В. Орлов, А. Ечеистов, Е. Бекрицкий, В. Антонов), ныне — Российский онкологический научный центр имени Н. Н. Блохина[2].
- № 31 — Национальный исследовательский ядерный университет «МИФИ».
- № 49 — Московский завод полиметаллов.
- № 59, корпус 4 — Храм Святителя Николая в Сабурове.
- № 61 — Храм Троицы в Орехове-Борисове.
- № 61Г — Торгово-развлекательный комплекс «Каширская Плаза[вд]»;
- № 61, корпус 3А — автомобильный центр «Москва-Тянья».
- № 63, корпус 2 — Храм-часовня иконы Божией Матери «Троеручица» в Орехове-Борисове.
- № 67 — бывший 16-й автобусный парк.

### По чётной стороне
- № 14 — ТРЦ «Гудзон»
- № 16 — Библиотека № 146 имени Льва Толстого.
- № 34а — НИИ ревматологии РАМН.
- № 34 — Научный центр психического здоровья РАМН.
- № 52 — Творческий центр «Москворечье» (Дворец культуры «Москворечье», Дворец культуры Московского завода полиметаллов).
- № 58 — Клиника лечения наркологических зависимостей и алкоголизма[3].
- № 64 — Политехнический колледж № 31 (подразделение «Каширское»).

## Террористические акты
На Каширском шоссе было совершено два террористических акта:
- 13 сентября 1999 года произошёл взрыв в доме № 6 корпус 3, унёсший жизни 124 человек и ставший одним из серии взрывов жилых домов в сентябре 1999 года.
- 24 августа 2004 года произошёл взрыв на остановке общественного транспорта на Каширском шоссе. Были ранены 4 человека[4][5].

## Реконструкция шоссе
В конце 2011 года на основании распоряжения Правительства Москвы № 579-РП от 02.08.2011 «О проектировании и реконструкции линейных объектов улично-дорожной сети» началась масштабная реконструкция Каширского шоссе.
- В декабре 2011 началось строительство двухуровневой развязки с проспектом Андропова. Развязка открыта 13 мая 2013.
- В феврале 2012 началось строительство разворотного тоннеля в районе дома 148 (перед пересечением с МКАД). Открыт 19 декабря 2012.
- В марте 2012 началась очистка прилегающих территорий на участке от Орехового бульвара до Ясеневой улицы.
- 4 июня 2013 года был утверждён проект планировки транспортной развязки на пересечении МКАД и Каширского шоссе, который предусматривает расширение проезжей части МКАД с внутренней и внешней сторон под существующим путепроводом. В местах примыкания правоповоротных, левоповоротных съездов и местных проездов будут устроены переходно-скоростные полосы. Кроме того, с внутренней и внешней сторон МКАД появятся боковые проезды. Всего в ходе реконструкции транспортной развязки предполагается построить четыре эстакады. Реализация проекта предусмотрена в 2014 году[7].

По оценкам Экспертного центра Probok.net, реконструкция вряд ли принесёт существенное облегчение автомобилистам, поскольку наряду с очевидно необходимыми включает весьма спорные мероприятия, а некоторые проблемные узлы вообще не будут затронуты. Например, развязка с улицей Борисовские Пруды так и осталась без ожидаемой эстакады.

## Транспорт
На самом шоссе непосредственно находятся станции метро  Домодедовская и  Каширская.
В районе Москворечье-Сабурово планируется строительство станции метро «Москворечье» Бирюлёвской линии метро.
До Каширского шоссе можно добраться на наземном общественном транспорте от других станций метро (сортировка по номерам линий, затем по алфавитному порядку):
- От станции метро  Университет автобусом е29.
- От станции метро  Алма-Атинская автобусами с827, 838.
- От станции метро  Кантемировская автобусами е80, м84, 844, с891.
- От станции метро  Коломенская автобусами е80, с820, 899.
- От станции метро  Красногвардейская автобусами м78, м82, м82к, м86, с819, 837, с848, 899.
- От станции метро  Орехово автобусами м78, м83, 826, 858.
- От станции метро  Технопарк автобусом е80.
- От станции метро  Царицыно автобусами м82, с823, 844.
- От станции метро  Филёвский парк автобусом е29.
- От станции метро  Добрынинская автобусом м86.
- От станции метро  Калужская автобусом м84.
- От станции метро  Профсоюзная автобусом е29.
- От станции метро  Тёплый Стан автобусом 837.
- От станции метро  Выхино автобусом м78.
- От станции метро  Пролетарская автобусом е80.
- От станции метро  Таганская автобусом е80.
- От станции метро  Марксистская автобусом е80.
- От станции метро  Ломоносовский проспект автобусом е29.
- От станции метро  Минская автобусом е29.
- От станции метро  Нагатинская автобусами е85, м86, н8, с806, 844.
- От станции метро  Нахимовский проспект автобусом е29.
- От станции метро  Серпуховская автобусом м86.
- От станции метро  Тульская автобусами е85, м86
- От станции метро  Чертановская автобусом м84.
- От станции метро  Борисово автобусами 770, с827.
- От станции метро  Братиславская автобусом 751.
- От станции метро  Зябликово автобусами м78, м82, с819, 837, с848, 899.
- От станции метро  Крестьянская Застава автобусом е80.
- От станции метро  Люблино автобусом 770.
- От станции метро  Марьино автобусами 751, 770.
- От станции метро  Шипиловская автобусами м82, м86, с819.
- От станции метро  Варшавская автобусом 897.
- От станции метро  Лесопарковая автобусом 837.
- От станции метро  Юго-Восточная автобусом м78.
- От района Капотня автобусом 795.
- Электропоездом от Курского вокзала до платформы Москворечье.

## В литературе
Писатель и художник-концептуалист, основатель художественной группы «Коллективные действия» Андрей Монастырский написал в 1986 году роман «Каширское шоссе», где описывал ощущения в состоянии психического расстройства. В основу книги положен дневник, который автор вёл в клинической психиатрической больнице № 15. В 2009 году роман издан в книге Андрея Монастырского «Эстетические исследования».